# Santo Antônio da Platina
Santo Antônio da Platina là một đô thị thuộc bang Paraná, Brasil. Đô thị này có diện tích 721,625 km², dân số năm 2007 là 41844 người, mật độ 58 người/km².